# Elefantenvögel
Die Elefantenvögel (Aepyornithidae), auch Madagaskar-Strauße oder madagassisch Vorompatras genannt, sind eine ausgestorbene Familie großer flugunfähiger Vögel. Sie bilden gleichzeitig die monotypische Ordnung der Aepyornithiformes. Die Familie umfasst mit Aepyornis und Mullerornis insgesamt zwei Gattungen. Bekannt ist sie durch fossile und subfossile Knochen- und Eifunde von der Insel Madagaskar vor der Ostküste Afrikas. Wichtige Fundgebiete erstrecken sich entlang der südlichen und südwestlichen Küste beziehungsweise liegen im zentralen Bergland und an der Nordspitze.
In ihrem äußeren Erscheinungsbild ähnelten die Elefantenvögel den heutigen Straußen. Sie besaßen lange Hinterbeine, einen ebenfalls langen Hals und einen kleinen Kopf. Einige Vertreter waren aber deutlich größer als die Strauße und repräsentieren die größten bekannten Vögel. Sie stellen hierbei ein typisches Beispiel für Inselgigantismus dar. Die Lebensweise ist nur wenig erforscht. Vermutlich bewohnten die Elefantenvögel dichte Wälder und ernährten sich von eher weicher Pflanzenkost. Im Unterschied zu den Straußen waren sie wohl nicht an hohe Laufgeschwindigkeiten angepasst, was auch die Proportionen ihrer Hinterbeine aufzeigen. Außerdem ergaben Analysen der Hirnstruktur eine überwiegend nachtaktive Tätigkeit sowie eine geringe Sehstärke und ein Überwiegen des Geruchssinnes.
Der nächste heute lebende Verwandte findet sich mit den Kiwis auf den Inseln Neuseelands. Aus genetischer Sicht reicht der Ursprung der Elefantenvögel bis in das Paläogen zurück, allerdings sind keine Fossilien aus dieser Zeit belegt. Die ältesten bekannten Funde datieren in das ausgehende Pleistozän, die jüngsten in das 12. bis 13. Jahrhundert. Das Verschwinden der großen Vögel ist höchstwahrscheinlich mit der Besiedlung Madagaskars durch den Menschen verbunden. Wann genau sie ausstarben, ist ungeklärt. Teilweise werden Legenden um den Vogel Roch, wie sie unter anderem Marco Polo in seinem Reisebericht Il Milione vermittelte, mit den Elefantenvögeln verbunden. Fossilreste wurden erst in der ersten Hälfte des 19. Jahrhunderts dokumentiert. Sie führten zur Erstbeschreibung der Gattung Aepyornis im Jahr 1851 und der Aepyornithidae zwei Jahre später.

## Merkmale

### Größe und Habitus

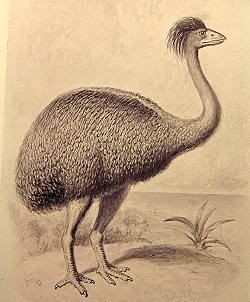
Historische Lebendrekonstruktion von Aepyornis maximus

Die Elefantenvögel umfassen große bis sehr große Vögel. Die Ermittlung der Körpergröße erfolgt in der Regel auf der Basis des Vergleichs der Langknochen, vor allem der Hinterbeine. Demnach erreichte die Gattung Aepyornis schätzungsweise 243 bis 732 kg Körpergewicht. Einzelne Berechnungen an nicht vollständigen Knochen gehen zum Teil bis zu 860 kg. Die Scheitelhöhe dürfte bei großen Exemplaren zwischen 2,7 und 3 m betragen haben. Teilweise wurde für die extrem großen Formen die Gattung Vorombe abgetrennt, die allerdings identisch mit Aepyornis ist. Möglicherweise bestand ein ausgeprägter Geschlechtsdimorphismus. Für Mullerornis, der leichter und schlanker gebaut war, werden 60 bis 118 kg als Körpergewicht vermutet. Damit handelt es sich zumindest mit Aepyornis um den größten bekannten Vogel der Erdgeschichte. Annähernd vergleichbare Maße erreichten jeweils Dromornis oder Brontornis aus dem Miozän oder Pachystruthio aus dem Pleistozän. Die im 14. Jahrhundert ausgerotteten Moas der Gattung Dinornis mit einem geschätzten Gewicht von um die 250 kg waren die einzigen Vögel, die während historischer Zeit ähnliche Ausmaße erreichten.
Das äußere Erscheinungsbild der Elefantenvögel erinnert an andere heutige große flugunfähige Vögel wie die Strauße, Kasuare oder Emus. Der Körperbau zeigte sich aber insgesamt deutlich robuster als bei den heutigen Formen. Die Beine waren lang, sie endeten übereinstimmend mit den Kasuaren und Emus, allerdings abweichend von den Straußen, in jeweils drei kurze Zehen. Die Flügel hatten sich in ihrer Größe stark reduziert, wesentlich markanter als es bei den Straußen als größte rezente Vögel der Fall ist. Auf dem langen und robusten Hals saß ein verhältnismäßig kleiner Kopf.

### Skelett

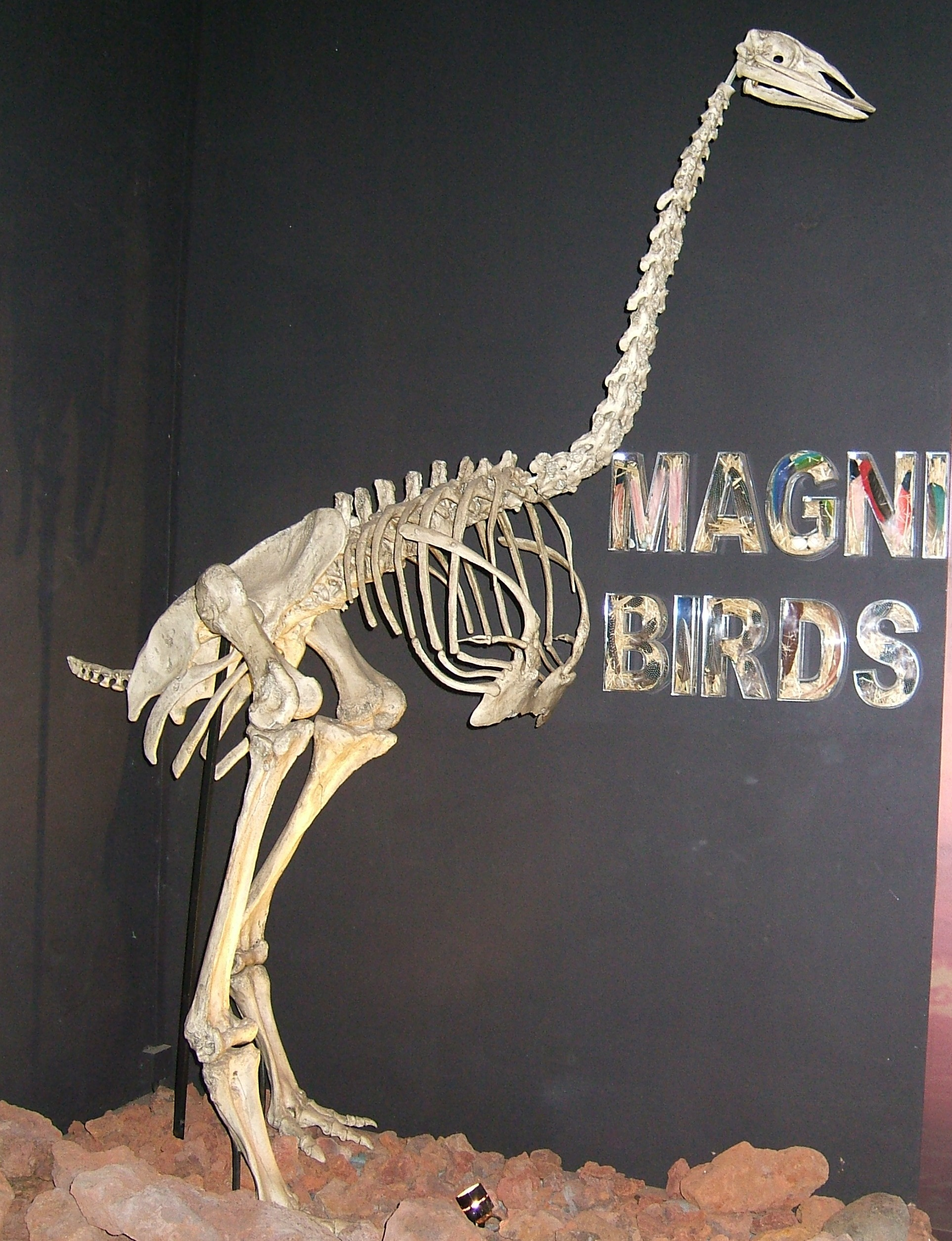
Skelett eines Elefantenvogels

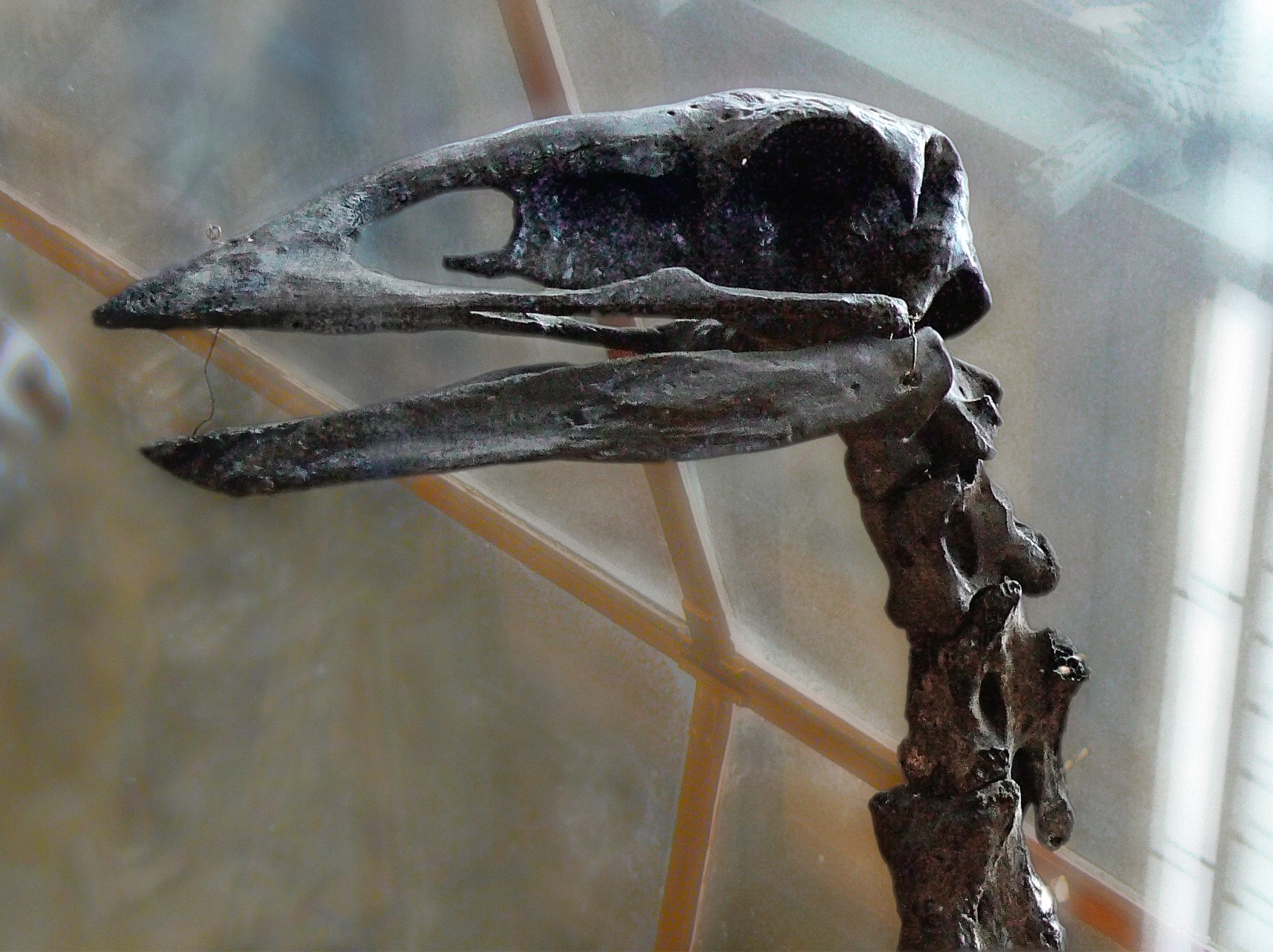
Schädel von Aepyornis maximus

Der Schädel der Elefantenvögel war vergleichsweise klein im Bezug auf den restlichen Körper. Er wies einen konischen, gerade, nach vorn gerichteten Schnabel auf. Das Schädeldach war gerundet, am Hinterhauptbein fehlte ein markanter Wulst. Der Unterkiefer war kräftig und breit gestaltet. Die beiden Unterkieferäste verliefen gerade. Die Wirbelsäule setzte sich aus 16 bis 17 Hals-, 7 bis 8 Brust- und 20 weiteren Wirbeln zusammen, die im Becken zum Synsacrum verschmolzen waren. Hinzu kamen einzelne Schwanzwirbel. Hals- und Brustwirbel besaßen massive Wirbelkörper. Das Brustbein war, wie bei allen Laufvögeln, durch den fehlenden Brustbeinkamm brettartig flach und eher rechteckig gestaltet, was den ursprünglichen Namen „Ratitae“ (von lateinisch ratis für „Floß“) für die Gruppe begründete. Im Schultergürtel bildete das Rabenbein eine fächerartige Struktur, die sich mit dem stabförmigen Schulterblatt verband. Der Oberarmknochen war ebenfalls stabförmig und deutlich verkleinert. Das Gleiche gilt für den restlichen Unterarm, was den verkümmerten Flügel wiedergibt. Das Becken hingegen stellte eine massive Knochenstruktur dar, bei der sowohl das Darm- als auch das Scham- und Sitzbein fest miteinander verwachsen waren. Letztere waren eher schlank und strebten rückwärts auseinander, so dass das Becken nach hinten sehr breit wurde. Der Oberschenkelknochen war massiv und breit. Seine Länge reichte von 24,5 bis 26,8 cm bei Mullerornis bis hin zu 43,7 bis 49,0 cm bei Aepyornis. Im Bereich des Mittelschaftes war er sehr breit. Die Gelenkenden kragten aus, wobei der Trochanter, ein als Muskelansatzstelle dienender markanter Vorsprung am oberen Ende, kräftig erschien und die Gelenkrollen am unteren Ende ungleichmäßig entwickelt waren. Der Tibiotarsus wurde rund 43,5 cm bei den kleineren und 61,4 cm und mehr bei den größeren Formen lang. Auffallend war eine lange Längsrippel entlang des Schaftes, die die kräftige Oberschenkelmuskulatur aufnahm. Im Vergleich zum langen Unterschenkel war der Tarsometatarsus kurz. Seine Länge variierte von 27,1 bis 32,4 cm sowie von 41,9 bis 46,8 cm bei Mullerornis respektive Aepyornis. Er wies einen flachen Querschnitt auf. Am unteren Ende teilte er sich in drei Gelenkrollen auf, von denen die mittlere am größten war. Hier setzten die Zehenglieder an. Die jeweiligen Phalangen waren kurz, die Endglieder liefen gerade aus.

### Eier

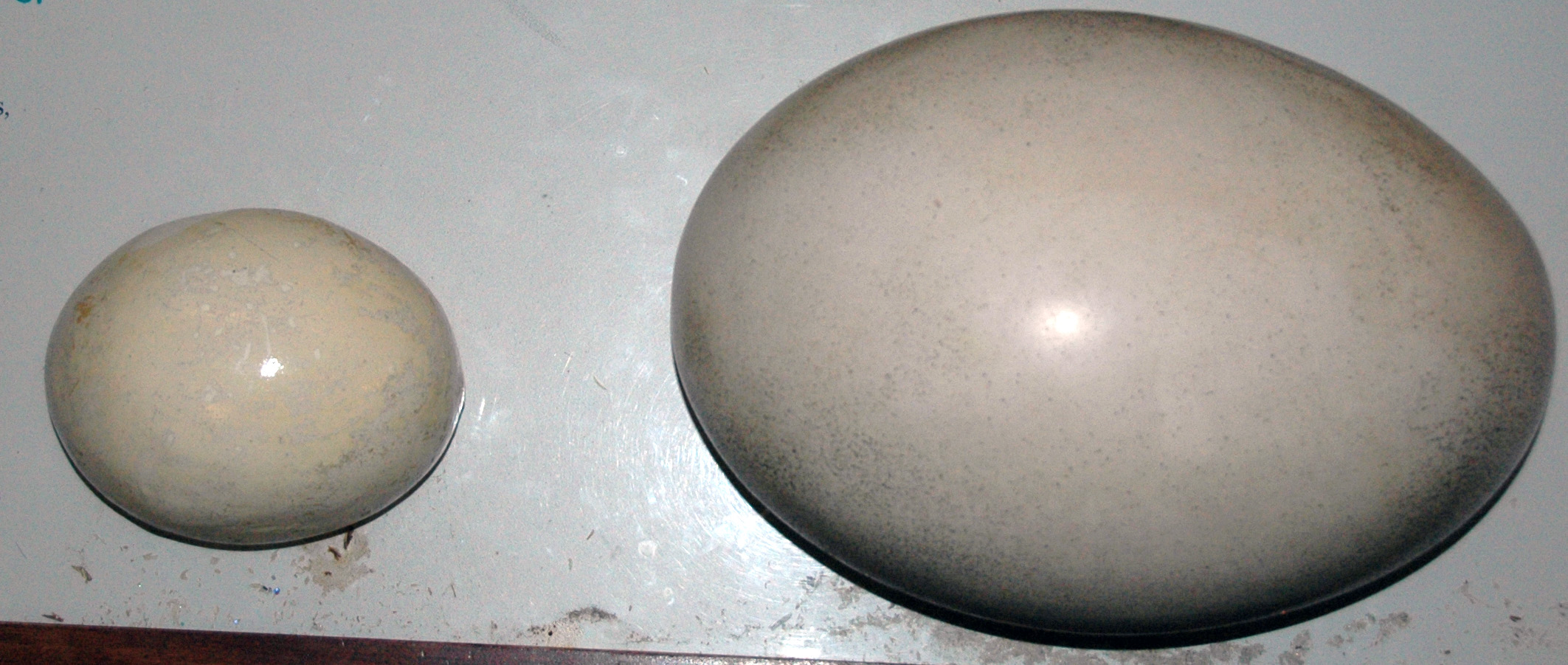
Ei eines Elefantenvogels (rechts) im Vergleich zu dem eines Straußes (links)

Neben dem Skelettmaterial sind auch Eierschalen und komplette Eier der Elefantenvögel bekannt. Die Größe variierte teils beträchtlich. Bei über 60 analysierten Eiern ergaben sich Längenwerte von 26,4 bis 34,0 cm und Breiten von 19,4 bis 24,5 cm. Das Volumen schwankte von 5,2 bis 10,7 l, das Gewicht von 6,0 bis 12,3 kg. Allein die Schale wog zwischen 1,2 und 3,3 kg und war durchschnittlich 3,6 mm dick. Ausgehend von diesen Messungen lagen die Durchschnittswerte bei 30,6 cm Länge und 22,5 cm Breite, das Volumen betrug 8,1 l und das Gewicht 9,3 kg. Bezogen auf letztere Angaben fasst ein Elefantenvogelei sechs Straußeneier oder 155 Hühnereier. Die Oberfläche der Eier ist von Poren durchsetzt. Diese sind in linearen Grübchen angeordnet, die parallel zur Längsachse der Eier verlaufen. In Richtung der Eierpole sind die Strukturen teils auch „Whirlpool“- oder strudelartig angeordnet. Zwischen den einzelnen Gattungen der Elefantenvögel bestehen bestimmte Unterschiede. Die deutlichen linearen Strukturen kommen vorwiegend bei Aepyornis vor, während bei Mullerornis sehr feine dolchstichartig eingetiefte Poren dominierten. Darüber hinaus können die Eier möglicherweise auch über die Größe und Schalendicke unterschieden werden. Hierbei ergaben Studien aus dem Jahr 2023, dass Eierschalen mit einer Dicke von durchschnittlich 1,1 mm einem Ei von durchschnittlich 240 g entsprechen und zu einem emugroßen Tier, höchstwahrscheinlich Mullerornis gehören. Dem gegenüber sind Eier mit durchschnittlich 1,95 und 3,3 mm dicken Schalen auf 1,0 beziehungsweise 10,5 kg schwere Eier zurückzuführen, die mit der größten Gattung, Aepyornis, identisch wären.

## Verbreitung
Die Elefantenvögel waren auf der Insel Madagaskar verbreitet und kamen dort endemisch vor. Fundstellen mit Resten der Vögel lassen sich grob in drei geographische Regionen unterteilen. Das wichtigste Gebiet befindet sich in der südlichen und südwestlichen Küstenregion der Insel. Es erstreckt sich in etwa zwischen Tolagnaro im Osten und Toliara im Westen, jedoch sind einzelne Lokalitäten auch weiter nördlich entlang der Westküste bekannt. Südwestlich von Toliara befindet sich die Andrahomana-Höhle mit einem reichhaltigen Faunenmaterial, das die letzten 8700 Jahre abdeckt. Für die Südküste sind etwa Faux Cap oder Cap Sainte Marie zu erwähnen, die beide unzählige Eierreste hervorbrachten und mitunter als Brutgebiete angesehen werden. Rund um Toliara bestehen zahlreiche Fundstellen, hervorgehoben werden können Nisua und Itampolo oder die Ankilitelo-Höhle. Letztere ist eine der bedeutendsten Fundstellen der Insel und wird seit 1994 wissenschaftlich erschlossen. Sie enthält eine umfangreiche Fauna bestehend aus über 5000 Knochenresten. Ähnlich der Andrahomana-Höhle wirkte die Ankilitelo-Höhle als natürliche Falle, was zur Akkumulation des Knochenmaterials führte. Nach Norden hin an der Westküste setzt sich das Fundgebiet unter anderem mit Belo-Sur-Mar fort. Das zweite größere Fundareal befindet sich westlich und südwestlich der madagassischen Hauptstadt Antananarivo im zentralen Bergland. Von Bedeutung sind hier die Fundstellen Antsirabe und Ampasambazimba. Ganz im Norden umreißen Anjohibe und Irodo das dritte Fundgebiet. Das überwiegend aufgefundene Material der Elefantenvögel besteht aus Skelettresten und Eiern. Knochenmaterial ist häufig an Torfgebiete gebunden, die ehemalige Seen repräsentieren. Einzelne Funde stammen auch aus Höhlen. Eier treten vor allem in küstennahen Dünengebieten und in Schwemmsanden auf. Beide Fundkategorien kommen nur selten miteinander vergesellschaftet vor.
Ungewöhnlich sind zwei Eierfunde bei Cervantes und Augusta an der Westküste Australiens, die die typischen Kennzeichen der Elefantenvögel tragen. Sie wurden aus holozänen Dünenablagerungen zu Tage gefördert. Bisher ungeklärt ist die Herkunft der Eier, da Elefantenvögel nie in Australien auftraten. Vermutet wird, dass die Eier in das Meer gelangten und mit der Strömung bis nach Australien transportiert wurden.

## Lebensweise

### Fortbewegung
Die Elefantenvögel übertrafen mit Ausnahmen die heutigen flugunfähigen großen Vögel bei weitem in ihren Körperausmaßen. Zudem besaßen sie einen äußerst robusten Körperbau. Heutige Laufvögel sind an eine schnelle (cursoriale) Fortbewegung angepasst, worauf auch ihre langen und schlanken Hinterbeine verweisen. Generell zeichnen sich schnell laufende Tiere durch ihre gegenüber den oberen Beinabschnitten gestreckten unteren Beinelemente und ebensolche Füße aus. Bei den Straußen macht der Tibiotarsus rund 40 bis 41 % und der Tarsometatarsus 34 bis 36 % der gesamten Beinlänge aus. Im Vergleich dazu liegen die Werte bei den Elefantenvögeln anders. Beim massigen Aepyornis erreicht ersterer etwa 45 %, letzterer rund 28 %. Der Fuß war somit bei Aepyornis verhältnismäßig deutlich kürzer als bei den Straußen, was ihm wohl nur langsamere (graviportale) Gangarten erlaubte. Allerdings war der markant kleinere und leichtere Mullerornis durchaus etwas flinker unterwegs als sein großer Verwandter. Hier liegen die Verhältnisse des Tibiotarsus und des Tarsometatarsus zur Gesamtbeinlänge bei 45 % beziehungsweise 31 %. Die möglicherweise variierende Befähigung zur schnellen Fortbewegung wird auch allein am Bau des Tarsometatarsus ersichtlich, der bei Aepyornis bezogen auf die Gesamtlänge am Mittelschaft fast doppelt so breit war wie bei Mullerornis und damit deutlich kräftiger ausfiel.

### Ernährung
Es gibt keine direkten Belege zur Ernährung der Elefantenvögel. Die meisten heute lebenden Laufvögel sind Omnivoren. Es gibt jedoch dick beschalte Regenwaldfrüchte auf Madagaskar, die nach Meinung einiger Forscher auf die Verdauung durch die großen Laufvögel ausgelegt waren. So weist etwa die Frucht der heute stark bedrohten Kokospalme Voanioala gerardii eine derartige dicke Schale auf, und einige madagassische Palmfrüchte zeigen eine dunkelblau-violette Farbe (zum Beispiel Ravenea louvelii und Satranala decussilvae), ähnlich jenen Früchten, die von Kasuaren bevorzugt werden.
Neben solchen Überlegungen verweisen Isotopenanalysen an Schalen von Aepyornis-Eiern auf eine weitgehend pflanzliche Ernährung. Dem Verhältnis der Kohlenstoffisotope zufolge verzehrten die Vögel zu 91 % C3-Pflanzen und zu 9 % CAM-Pflanzen. Erstere werden durch Bäume, Sträucher und einzelne Gräser repräsentiert, letztere durch Sukkulenten. Auffallend ist bei einem untersuchten Exemplar von Mullerornis, dass sich das Verhältnis hier auf 70 % C3- und 30 % CAM-Pflanzen verschiebt, was für eine ökologische Separierung und Spezialisierung beider Vertreter der Elefantenvögel spricht.
Teilweise wird diskutiert, ob die auf Madagaskar endemisch vorkommende Pflanzengattung Uncarina durch die Elefantenvögel weiterverbreitet wurde. Die Früchte einiger Arten der kleineren Bäume besitzen charakteristische Greifhaken an ihren Fortsätzen, die ähnlich den Trampelkletten wirken und geeignet wären, an den Füßen der großen Vögel anzuheften. Dafür spricht unter anderem, dass die Früchte nach dem Reifen zu Boden fallen und erst dann ihre Greifhaken ausbilden. Als weitere Kandidaten einer Verbreitung kommen die großen ausgestorbenen Lemuren in Frage, doch sind bei einigen Früchten die dornenartigen Fortsätze zu locker verteilt, um effektiv im Fell anzuhaften. Heute werden die Früchte durch die vom Menschen eingeschleppten Huftiere verbreitet.

### Fortpflanzung
Die Fortpflanzung ist nur wenig untersucht. Teilweise wird eine Brutzeit im Winter angenommen, was aber nur über Analogien zu anderen großen Laufvögeln erfolgt. Bei einigen regional massenhaft auftretenden Eiern kam die Vermutung auf, es handele sich um spezielle Brutgebiete. Allerdings ist auch eine Akkumulation über einen längeren Zeitraum nicht auszuschließen. Bezüglich des Nahrungsverhaltens gemäß der Isotopenuntersuchungen ergeben sich mehrere Interpretationsmöglichkeiten. Das Überwiegen von C3-Pflanzen macht einerseits ein gleichzeitiges Nisten und Fressen in diesen Bereichen denkbar, andererseits könnten die Elefantenvögel auch in Regionen mit CAM-Pflanzen gebrütet und von dort aus ihre bevorzugten Nahrungsgebiete aufgesucht haben.
Über die Brutdauer der Elefantenvögel ist nichts bekannt. Bei den Straußen beträgt sie etwa sechs Wochen. Unter Berücksichtigung der Größe der Eier könnte sie bei Aepyornis bei etwa 85 Tagen gelegen haben. In einigen wenigen Fällen sind Eier mit erhaltenen Embryonen überliefert. Bei einem untersuchten Exemplar hatte das darin befindliche Küken bereits 80 bis 90 % seiner Entwicklung durchlaufen und stand so zum Todeszeitpunkt nur wenige Tage vor dem Schlüpfen. Bezugspunkte zur Bestimmung waren vergleichbare Entwicklungsstadien bei den Straußen. Die Embryonalentwicklung ist insgesamt vergleichbar zu der anderer großer Laufvögel. Das Individuum zeigte dadurch bereits die kräftigen Hinterbeine und die verkümmerten Flügel. Allgemein werden Aussagen aber durch die geringe Entwicklung der Knochen limitiert. Histologische Untersuchungen an den Knochen der Elefantenvögel, vor allem am Tibiotarsus, verweisen auf eine lange Wachstumsphase, wie es typisch für einige Inselvögel ist. Diese verlief schubweise mit der stärksten Zunahme im embryonalen Lebensabschnitt. Dennoch hielt das Knochenwachstum nach dem Schlüpfen bis in das hohe Alter an, wurde aber periodisch unterbrochen, was jahreszeitlich bedingt oder in Abhängigkeit vom Nahrungsangebot erfolgt sein könnte.
Vermutlich verfolgten die Elefantenvögel eine K-Strategie bei der Reproduktion, wie es den meisten Vögeln zu eigen ist. Histologische Studien an den Langknochen lassen annehmen, dass das Heranwachsen des Nachwuchses über mehrere Jahre währte, was wiederum einen Unterschied zu zahlreichen anderen Vögeln bildet, allerdings auch bei den Moas belegt ist. Das Wachstum wurde dabei in zyklischen Abständen unterbrochen. Dies hängt eventuell mit den Umweltbedingungen der Insel zusammen. Eine ausgedehnte Individualentwicklung im Jugendstadium ist wiederum mit dem Fehlen größerer Fressfeinde erklärbar.

### Sinnesleistungen
Analysen von Gehirnausgüssen der Gattung Aepyornis lassen einen vergleichsweise großen Riechkolben erkennen. Er weist eine Länge von rund 1 cm auf, was in etwa 24 bis 25 % der Länge des Gehirns ausmacht. Das Verhältnis stimmt mehr oder weniger mit dem der Kasuare überein und wird noch von den Kiwis übertroffen, deren Riechkolben nicht nur relativ, sondern auch absolut länger ist. Strauße haben hingegen einen deutlich kürzeren Riechkolben, der insgesamt nur rund 18 % der Gehirnlänge erreicht. Dem gegenüber ist der Lobus opticus bei Aepyornis eher klein, seine Größe im Verhältnis zur Gehirnoberfläche liegt bei nur 1 %, vergleichbar wiederum zu den Kiwis, aber um zwei Drittel geringer als bei den Straußen und drei Viertel geringer als bei den Kasuaren. Als Ergebnis kann daraus geschlussfolgert werden, dass die Elefantenvögel möglicherweise eine geringe Sehkraft hatten und sich stärker über den Geruchssinn orientierten. Dies ist auch von den Kiwis bekannt, deren Entwicklung von Riechkolben und Optischem Lappen zu denen der Elefantenvögel vergleichbar ist. Kiwis sind nachtaktiv und können sowohl gut riechen als auch hören. Ihre geringe Sehkraft wird zusätzlich durch ihre in der Größe deutlich reduzierten Augen angezeigt. Strauße haben dem gegenüber große Augen mit hoher Sehkraft und sind weitgehend tagaktiv, während sich die Aktivitätszeit der Kasuare häufig auf die Dämmerungsphasen beschränkt. Aufgrund der Befunde wird angenommen, dass die Elefantenvögel ebenfalls eher nachtaktiv waren, was eventuell zu einem Leben in dichten Wäldern korrespondiert. Allerdings zeigen sich innerhalb der einzelnen Arten der Elefantenvögel auch bestimmte graduelle Abweichungen bezüglich der Größe des Lobus opticus, der bei Mullerornis durchschnittlich etwas ausgedehnter war. Hier könnte sich eine Tendenz zu einer Anpassung an stärker offene Landschaften und/oder zu einer häufigeren Aktivität zur Dämmerungszeit widerspiegeln.

## Systematik

### Allgemein
Die Elefantenvögel sind eine Familie großer flugunfähiger Vögel, die auf Madagaskar endemisch waren. Sie bilden außerdem die Ordnung der Aepyornithiformes, deren einziges Mitglied sie sind und welche somit als monotypisch aufzufassen ist. Als höhere taxonomische Einheit gehören die Aepyornithiformes den Urkiefervögeln (Palaeognathae) an. Untersuchungen der mitochondrialen DNA aus dem Jahr 2014 und nachfolgend stellen die Kiwis (Apteryx) aus der Gruppe der Apterygiformes als die nächsten rezenten Verwandten der Elefantenvögel heraus. Zum engeren Beziehungsumfeld zählen zudem die Emus (Dromaius) und die Kasuare (Casuarius) aus der Gruppe der Casuariiformes. Die Trennung der Kiwis und Elefantenvögel liegt mit vor rund 62 bis 50 Millionen Jahren im Paläogen. Andere große flugunfähige Vögel wie die Strauße (Struthio) aus der Gruppe der Struthioniformes und die Nandus (Rhea) aus der Gruppe der Rheiformes finden sich weiter außerhalb im Stammbaum, während die Moas (Dinornithiformes) als ebenfalls in jüngerer Zeit ausgestorbene Gruppe die Position der Schwesterklade der Steißhühner (Tinamiformes) einnehmen. Die ursprüngliche Annahme einer übergeordneten Einheit der Laufvögel, die alle großen flugunfähigen Vögel vereinte und innerhalb derer die Elefantenvögel und die Strauße basalen Elementen entsprachen, erwies sich durch die genetischen Analysen als unzutreffend. Aus paläontologischer Sicht stehen einzelne weitere Formengruppen des Paläogens wie etwa die Lithornithiformes ebenfalls innerhalb der Urkiefervögel und sind somit als entfernte Verwandte der Elefantenvögel aufzufassen.

### Übersicht über die Gattungen und Arten

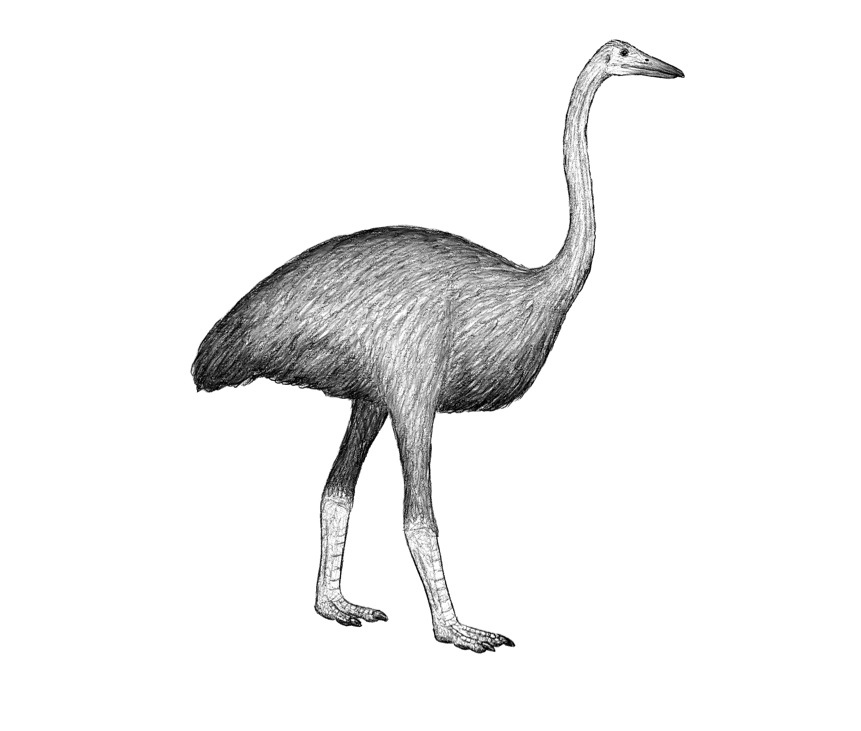
Lebendrekonstruktion von Mullerornis modestus

Die Familie der Elefantenvögel wird in zwei Gattungen unterteilt:
- Ordnung: Aepyornithiformes Newton, 1884

- Familie: Aepyornithidae Bonaparte, 1853

- Gattung: Aepyornis I. Geoffroy Saint-Hilaire, 1851

- Aepyornis hildebrandti Burckhardt, 1893 (Synonyme: Aepyornis gracilis, Aepyornis lentus)
- Aepyornis maximus I. Geoffroy Saint-Hilaire, 1851 (Synonyme: Aepyornis cursor, Aepyornis ingens, Aepyornis medius, Aepyornis titan, Vorombe titan)

- Gattung: Mullerornis Milne-Edwards & Grandidier, 1894

- Mullerornis modestus (Milne-Edwards & Grandidier, 1869) (Synonyme: Aepyornis modestus, Mullerornis agilis, Mullerornis betsilei, Mullerornis rudis)

Die Einteilung in zwei Gattungen und drei Arten lässt sich laut einer Studie aus dem Jahr 2023 auch anhand der Morphologie und Morphometrie der Eier bestätigen, durch die drei Typen unterscheidbar sind. Unterstützt wird dies durch molekulargenetische Daten. Eine von James P. Hansford und Samuel T. Turvey im Jahr 2018 aufgestellte dritte Gattung namens Vorombe, die den größten Vertreter einschloss, ist den genetischen Untersuchungen zufolge identisch mit Aepyornis.
Charles Lamberton teilte im Jahr 1934 in einer Revision der Elefantenvögel die Ordnung der Aepyornithiformes in zwei Familien auf, welche die Aepyornithidae und die Mullerornithidae umfassten. Die Gliederung wurde nachfolgend zwar kaum übernommen, sollte nach Meinung einzelner Autoren aber erneut überprüft werden. Die genetischen Daten befürworten eine Aufteilung in zwei Familien, da die Trennung von Mullerornis und Aepyornis je nach zugrundegelegter Studie bereits vor 35 bis 17 Millionen Jahren erfolgte, eine Analyse aus dem Jahr 2023 verlegt dies in das Untere Oligozän vor gut 30 Millionen Jahren. Teilweise wurde den Elefantenvögeln auch die Unterfamilie der Eremopezinae mit der Fossilform Eremopezus aus dem Fayyum in Ägypten zugeteilt, was heute nicht mehr anerkannt ist.

## Stammesgeschichte

### Ursprünge
Ursprung und Entwicklung der Elefantenvögel wurden bislang nicht eindeutig nachvollzogen. Die genetischen Daten zeigen, dass sie zumindest eine recht alte Gruppe sind. Laut diesen Untersuchungen trennten sich die Linien der Kiwis und Elefantenvögel – abhängig von der verwendeten Methodik – im Paläogen vor rund 62 bis 50 Millionen Jahren voneinander, letztere spalteten sich im Verlauf des Oberen Eozäns bis Mittleren Miozän vor 35 bis 17 Millionen Jahren auf. Madagaskar war schon seit mindestens 80 Millionen Jahren eine eigenständige Insel. Ungeklärt ist, ob die Vorfahren der Elefantenvögel nach Madagaskar einwanderten oder bereits vor dem Aufbrechen von Gondwana dort lebten. Damit verbunden ist die Frage nach dem Zeitpunkt des Verlustes der Flugfähigkeit. Phylogenomische Studien stützen die Paraphylie der Laufvögel in klassischer Auffassung und machen einen unabhängigen Verlust der Flugfähigkeit bei diesen wahrscheinlich.
Die weitere känozoische Entwicklung der Gruppe ist unbekannt. Auf Madagaskar fehlen die entsprechenden Sedimente für eine Fossilerhaltung. Darüber hinaus sind kontinentalafrikanische Nachweise der Elefantenvögel oder naher verwandter Formen nicht dokumentiert. Allerdings wurde im Verlauf des 20. Jahrhunderts die Gattung Eremopezus aus dem Übergang vom Eozän zum Oligozän des Fayyum in Ägypten mit den Elefantenvögeln in Verbindung gebracht, ebenso wie die Synonymform Stromeria. Beide sind über einzelne Beinknochen belegt, die auf einen Vogel von der Größe eines Nandus verweisen. Nach neueren Untersuchungen handelt es sich jedoch um eine eigenständige Entwicklungslinie innerhalb der Vögel Afrikas.

### Pleistozäne Funde
Die ältesten eindeutigen Fossilreste der Elefantenvögel auf Madagaskar sind Eierschalen von der Dünenfundstelle Faux Cap im äußersten Süden der Insel, die wohl älter als 50.000 Jahre sind. Begleitende Schnecken wurden mit Hilfe der Radiocarbonmethode auf rund 42.055 bis 32.605 Jahre vor heute datiert, was dem entwickelten Jungpleistozän entspricht. Weitere direkt an Resten von Elefantenvögeln gewonnene und kalibrierte 14C-Daten liegen ebenfalls für Eierschalen aus der Ankilitelo-Höhle mit etwa 13.140 Jahren vor heute und für Beinknochen vom Christmas River mit 10.620 Jahren vor heute vor. Letztere werden Aepyornis zugewiesen, für die ersteren beiden Fundstellen ist die genaue Artbestimmung unsicher. Die angegebenen Alterswerte markieren den Übergang vom Pleistozän zum Holozän.

### Holozäne Funde und Aussterben
Die Elefantenvögel waren im Holozän wohl recht häufig auf Madagaskar. Sie kamen mit allen drei heute bekannten Gattungen über die ganze Insel verbreitet vor. An Fossilien gewonnene absolute Alterswerte streuen sowohl für Aepyornis als auch für Mullerornis weitgehend über den gesamten Zeitraum. Biogeographisch waren Mullerornis und der größte Vertreter von Aepyornis (A. maximus) weitgehend im südlichen Teil der Insel verbreitet, während die kleinere Form von letzterer Gattung (A. hildebrandti) den nördlichen und zentralen Bereich bewohnte.
Man stimmt weitestgehend darin überein, dass das Aussterben der Elefantenvögel auf menschliche Einflüsse zurückzuführen ist. Nach traditioneller Ansicht besiedelte der Mensch ab etwa 350 v. Chr. die Insel dauerhaft, einzelne Hinweise lassen aber auch frühere Aufenthalte annehmen. Womöglich nutzten sie die riesigen Vögel als wichtige Fleischlieferanten, wie einzelne zerlegte Kadaver aufzeigen. Insbesondere die Eier dürften gefährdet gewesen sein, die einigen Indizien zufolge als Mahlzeiten zubereitet wurden. Wahrscheinlich spielte auch die von den Einwohnern betriebene Brandrodung eine zusätzliche Rolle, da sie große Flächen des Lebensraums der Elefantenvögel zerstörte. Des Weiteren ist möglich, dass Krankheiten, übertragen durch eingeführtes Geflügel, einen Einfluss hatten. Aus archäologisch-paläontologischer Sicht ist das Datum des Aussterbens der Elefantenvögel ebenfalls nicht sicher belegt. Die jüngsten Altersangaben fallen mit den subfossilen Funden aus der Andrahomana-Höhle und von Manambovo in das 12. bis 13. Jahrhundert. Bei beiden Fundstellen dienten wiederum Eierschalen als Grundlage für die Bestimmung. Zumindest für Andrahomana sind zudem Fossilreste von Aepyornis und Mullerornis belegt.

## Forschungsgeschichte

### Der Vogel Roch und derVorompatra– Mögliche frühe Erwähnungen

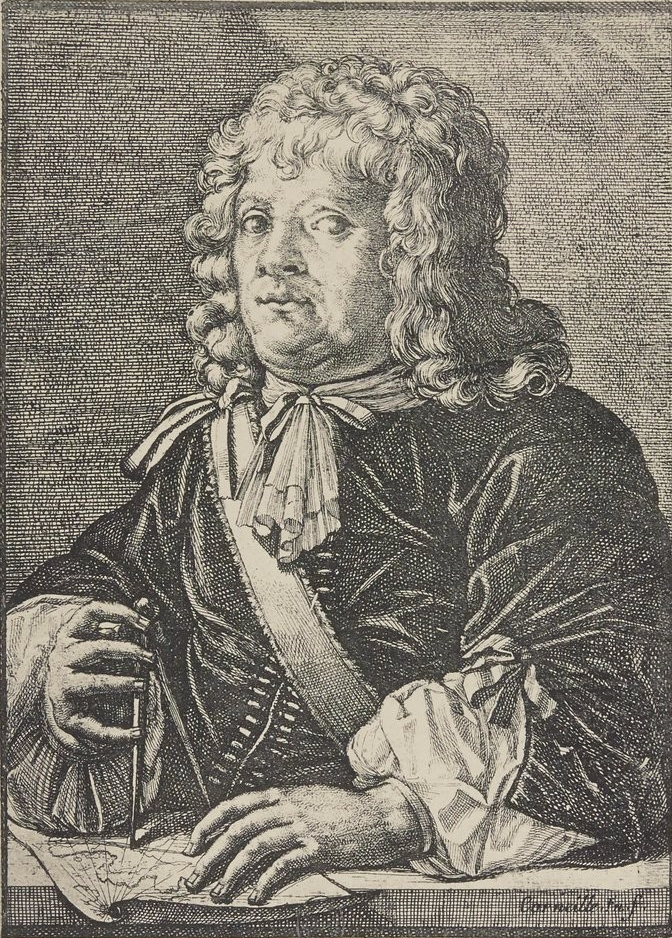
Étienne de Flacourt

Madagaskar als ursprüngliche Heimat einer ausgestorbenen Megafauna einschließlich riesiger Vögel blieb für die westliche Wissenschaft lange Zeit unbekannt. Es gibt allerdings frühe Hinweise auf deren Existenz. Der venezianische Kaufmann Marco Polo erwähnt in seinem Bericht über seine Asienreise in der zweiten Hälfte des 13. Jahrhunderts, die ihn bis an den Hof von Kublai Khan führte, den Vogel Roch auf Madagaskar. Der Roch besuche die Insel zu gewisser Zeit und sei so riesig, dass er einen Elefanten mit den Füßen greifen und wegfliegen könne. Die Erzählung über den imposanten Vogel wurde später, im Jahr 1623, auch von Hieronymus Megiser in seiner Darstellung der Insel Madagaskar aufgegriffen. Die Legende um den Vogel Roch findet sich allerdings schon in den Märchen aus Tausendundeiner Nacht, in denen Sindbad der Seefahrer während seiner fünften Reise auf ihn trifft. Zudem erwähnen sie mehrere arabische Gelehrte und Reisende des 12. bis 14. Jahrhunderts, etwa Ibn Battūta. Beeinflusst wurden die Geschichten um den Roch möglicherweise von persischen oder chinesischen Mythen. Häufig wird der Vogel Roch mit den Elefantenvögeln in Verbindung gebracht, die zu Marco Polos Zeiten durchaus noch auf Madagaskar gelebt haben könnten. Ob dies aber tatsächlich zutrifft, ist in der Wissenschaft umstritten. Die überlieferten Eigenschaften als flugfähiger Vogel, die schon Marco Polo an einen Adler erinnern ließen, können theoretisch auch auf Sichtungen des heute ausgerotteten madagassischen Verwandten des Kronenadlers basieren, der im Jahr 1994 unter der wissenschaftlichen Bezeichnung Stephanoaetus mahery beschrieben wurde.
Ein erster tatsächlicher Hinweis auf die Elefantenvögel findet sich dann im Jahr 1661 in dem Reisebericht von Étienne de Flacourt. Der französische Naturforscher und Gouverneur von Madagaskar erwähnt hierin riesige Vögel, die er mit Vouron patra benennt. Der Name, in einer anderen Umschreibung auch Vorompatra, ist ein madagassisches Wort und bedeutet „Vogel der Ampatres“, wobei sich die Ampatres auf die heutige Androy-Region im Süden Madagaskars bezieht. Der nur wenige Zeilen lange Absatz beschreibt die Eier der Tiere, die an jene von Straußen erinnern. Zudem würden die Vögel nur selten angetroffen, da sie sehr trockene Landschaften bewohnten. Im Gegensatz zu zahlreichen anderen, heute noch existenten Tieren auf Madagaskar wie den Tenreks bildet Flacourt den Vorompatra aber nicht ab. Es ist daher unwahrscheinlich, dass er die Elefantenvögel selbst gesichtet hatte; einige Autoren gehen aber davon aus, dass sie zu diesem Zeitpunkt noch auf der Insel lebten.

### Wissenschaftliche Beschreibungen

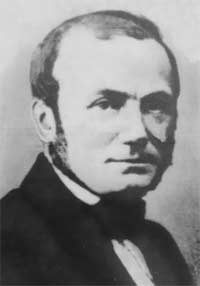
Isidore Geoffroy Saint-Hilaire

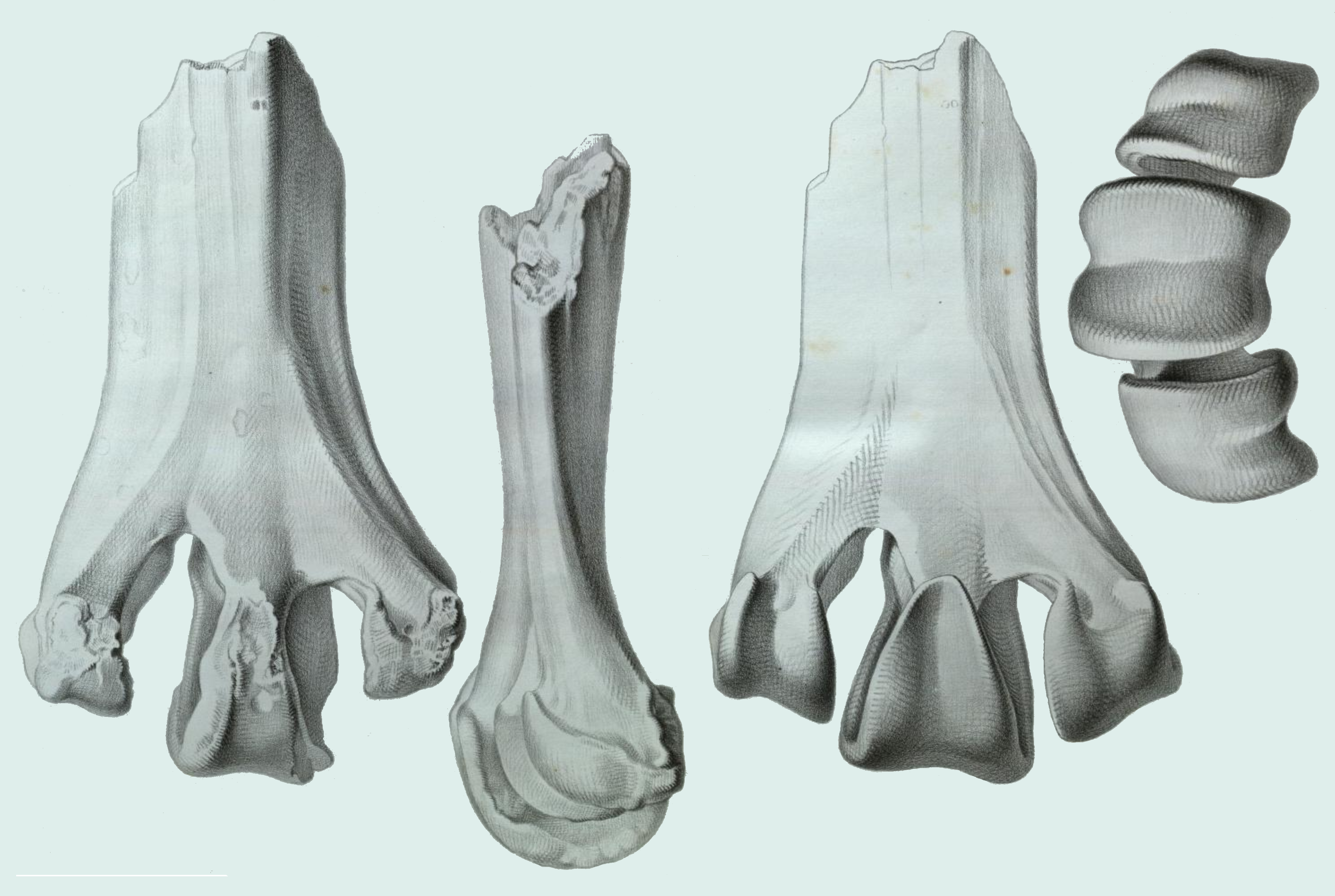
Tarsometatarsus von Aepyornis, Lectotyp-Exemplar

Die ersten konkreten Informationen über riesige Vögel auf Madagaskar wurden Anfang der 1830er Jahre in Form der Eier bekannt, die von Einheimischen als Geschirr genutzt wurden. Nur wenig später kamen auch Fossilien zu Tage. Die Funde gelangten nach Paris, wo im Jahr 1851 Isidore Geoffroy Saint-Hilaire der Académie de Sciences einige vollständige Eier und Beinknochen präsentieren konnte. Er erstellte an diesen Funden die wissenschaftliche Erstbeschreibung der Gattung Aepyornis. In ihr verglich Geoffroy Saint-Hilaire seine neue Form mit anderen großen Laufvögeln und vermutete aufgrund der Dimension der Knochen, vor allem anhand des Schaftumfangs des nur mit dem unteren Gelenkende erhaltenen Tarsometatarsus, dass Aepyornis rund 3,8 m groß gewesen sein muss. Auch bestimmte er das Volumen der Eier relativ korrekt, die nach seinen Berechnungen sechs Straußeneier oder 148 Hühnereier fassten. Den Gattungsnamen leitete er von den griechischen Wörtern αίπός (aipos) für „hoch“ und όρνις (ornis) für „Vogel“ ab, was sich auf die enorme Größe bezieht. Als Art wies er A. maximus aus, wobei das Artepitheton wiederum die enormen Ausmaße der Vögel hervorhebt. Noch in der gleichen Schrift nutzte Geoffroy Saint-Hilaire die Bezeichnung Epyornis, die später teils übernommen wurde. Hierbei handelt es sich allerdings um eine unzulässige Falschschreibung, da Geoffroy Saint-Hilaire die Ableitung des Gattungsnamens von αίπός selbst angab.
Geoffroy Saint-Hilaire wies keinen Holotypen für seine neue Form aus. Erst im Jahr 2018 wurde mit dem Tarsometatarsus aus der Originalfundserie ein Lectotyp bestimmt, der aber keine Exemplarnummer besitzt. Erstmals abgebildet wurde das Stück durch Giovanni Giuseppe Bianconi im Jahr 1865 in einer umfassenden wissenschaftlichen Abhandlung über den Tarsometatarsus der Vögel. Er nahm auch an, unter Einfluss der Berichte Marco Polos, dass es sich um einen großen adlerartigen Greifvogel handele. Die in den 1860er Jahren gestarteten und von Alfred Grandidier durchgeführten Ausgrabungen in Ambolisatra im Südwesten von Madagaskar erbrachten zahlreiche Beinknochen der Elefantenvögel. Diese erlaubten es ihm gemeinsam mit Alphonse Milne-Edwards nachzuweisen, dass es sich bei Aepyornis um einen großen Laufvogel handelte. Auf beide Autoren geht auch die Gattung Mullerornis zurück, die von ihnen im Jahr 1894 kreiert wurde. Erstmals belegt wurde sie während der Ausgrabungen in Antsirabe im zentralen Bergland von Madagaskar. Gewidmet ist sie dem französischen Naturforscher Georges Muller, der die Feldforschungen dort besucht hatte.
Bis zu diesem Zeitpunkt, aber auch nachfolgend, wurden zahlreiche Arten eingeführt, so dass deren Anzahl auf über ein Dutzend angestieg. Mehrere Wissenschaftler versuchten sich an Revisionen, unter anderem Louis Monnier 1913 und Charles Lamberton 1934. Die bisher letzte Revision der Elefantenvögel im Jahr 2018 durch James P. Hansford und Samuel T. Turvey beschränkte die Gruppe auf insgesamt weniger als ein halbes Dutzend Arten. Gleichzeitig wurde von ihnen mit Vorombe eine neue Gattung eingeführt, die nach Auffassung der Autoren den größten Vertreter der Elefantenvögel darstellte. Der Gattungsname wurde der madagassischen Sprache entlehnt, wobei Vorona für „Vogel“ steht und goavambe in etwa „riesig“ bedeutet. Genetischen Analysen zufolge ist aber Vorombe identisch mit Aepyornis.

### Höhere Taxonomie

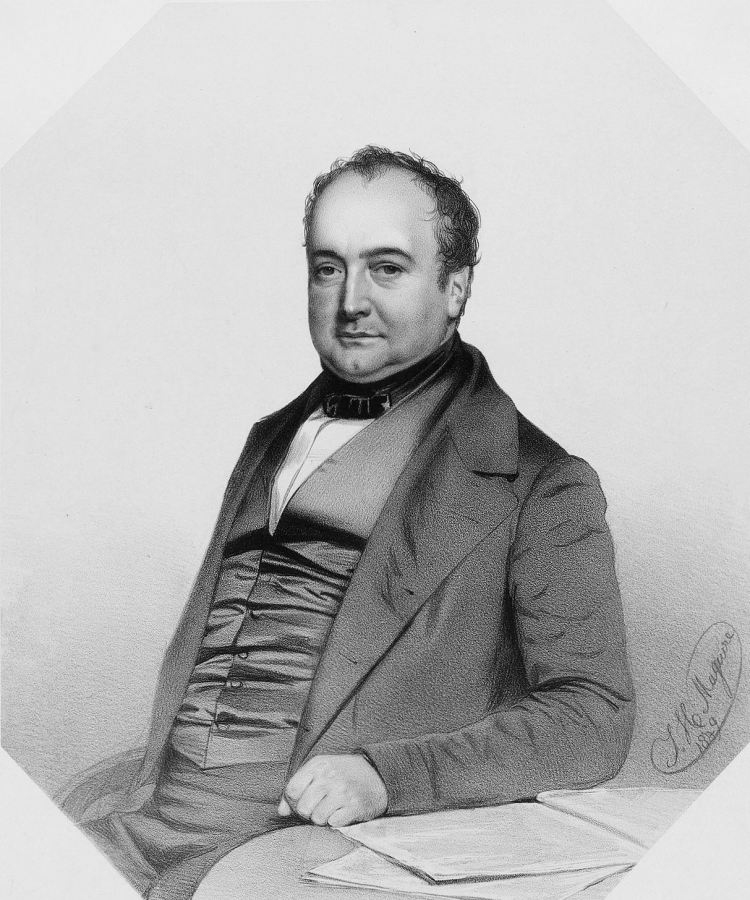
Charles Lucien Jules Laurent Bonaparte

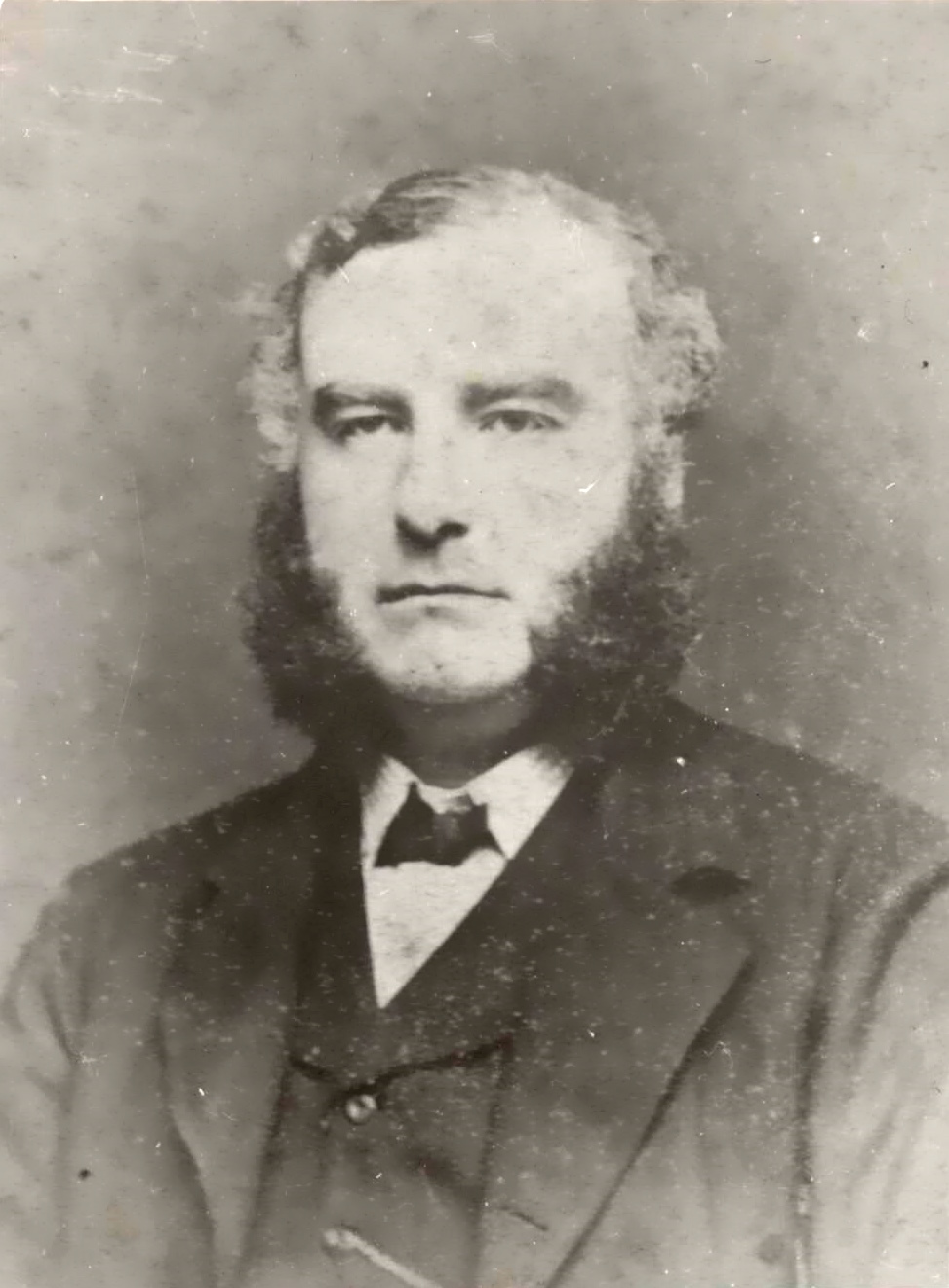
Alfred Newton

Nur zwei Jahre nach Geoffroy Saint-Hilaires Erstbeschreibung von Aepyornis verwies Charles Lucien Jules Laurent Bonaparte die Gattung zu einer neuen übergeordneten taxonomischen Einheit, die er Epyornithinae nannte und als Unterfamilie innerhalb der sogenannten Dididae ansah. Dies ist eine heute nicht mehr anerkannten Familie bestehend aus den Dodos und den verschiedenen Arten der Solitäre. Die Familie gliederte er den Tauben bei. Bonaparte gilt heute als Autor der Familie der Aepyornithidae. Für die höhere Einstufung der Elefantenvögel als eigenständige Ordnung wird in der Regel Alfred Newton verantwortlich gezeichnet und das Jahr 1884 genannt. Newton hatte in dem angegebenen Jahr im Rahmen eines Beitrags zur Ornithologie in der Encyclopedia Britannica die Laufvögel stärker gegliedert und dabei die Aepyornithes aufgeführt, die der heute gebräuchlichen Bezeichnung Aepyornithiformes entsprechen. Die Unterteilung der Laufvögel einschließlich der Aepyornithes wurde von Newton aber bereits 1877 vorgestellt, als er in einem Fachaufsatz auf einen rund eine Dekade zuvor von Thomas H. Huxley veröffentlichten Beitrag reagierte. In diesem war von Huxley eine Aufteilung der Vögel unternommen worden, wobei er für die Laufvögel mehrere große Formengruppen auswies (ohne dabei aber die Elefantenvögel einzubeziehen). Wissenschaftliche Bezeichnungen für diese Formengruppen verwendete Huxley dabei nicht, was Newton dann im Jahr 1877 nachholte und zusätzlich die von ihm so benannten Aepyornithes einband.

### Wissenschaftliche und kulturelle Auswirkungen

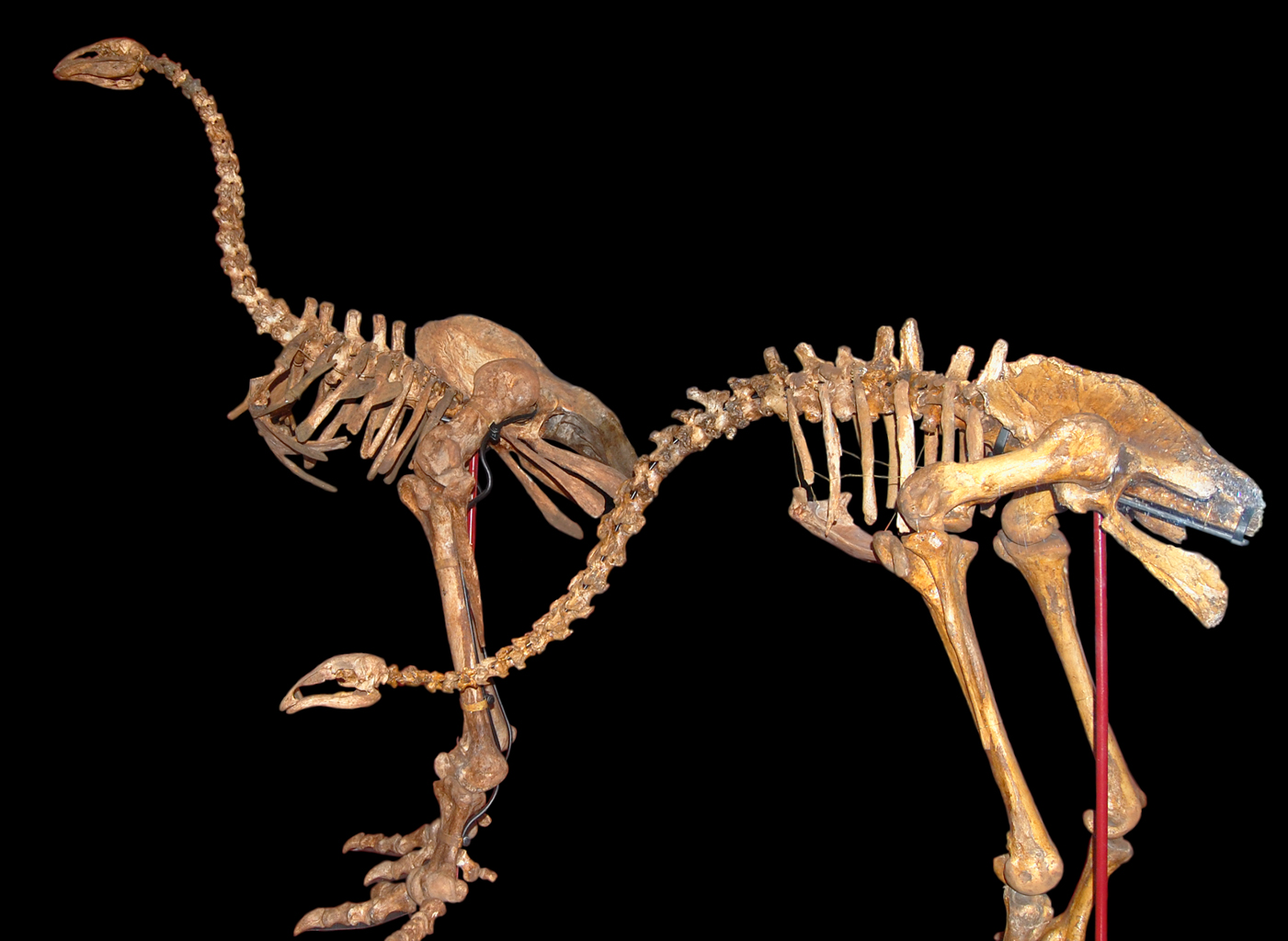
Skelette von Dinornis, einem Vertreter der Moas

Die Entdeckung von Knochen und Eiern der Elefantenvögel wirkte sich sowohl in wissenschaftlicher wie auch kultureller Hinsicht aus. Von Bedeutung ist hierbei auch das nahezu zeitgleiche Bekanntwerden der Moas auf Neuseeland, die erstmals in den 1830er Jahren in den Fokus rückten. Einige Forscher der damaligen Zeit sahen trotz der großen Entfernung der Inseln zueinander eine stärkere Verbindung zwischen diesen verschiedenen Vogelgruppen. Hierzu gehörte etwa Alphonse Milne-Edwards. Andere wie Charles William Andrews teilten diese Meinung nicht. Dennoch entwickelte sich aufgrund der größeren Gemeinsamkeiten bezüglich einer jeweils auf isolierten Inseln entstandenen Gruppe großer flugunfähiger Vögel eine fruchtbare gemeinsame Wissenschaft.

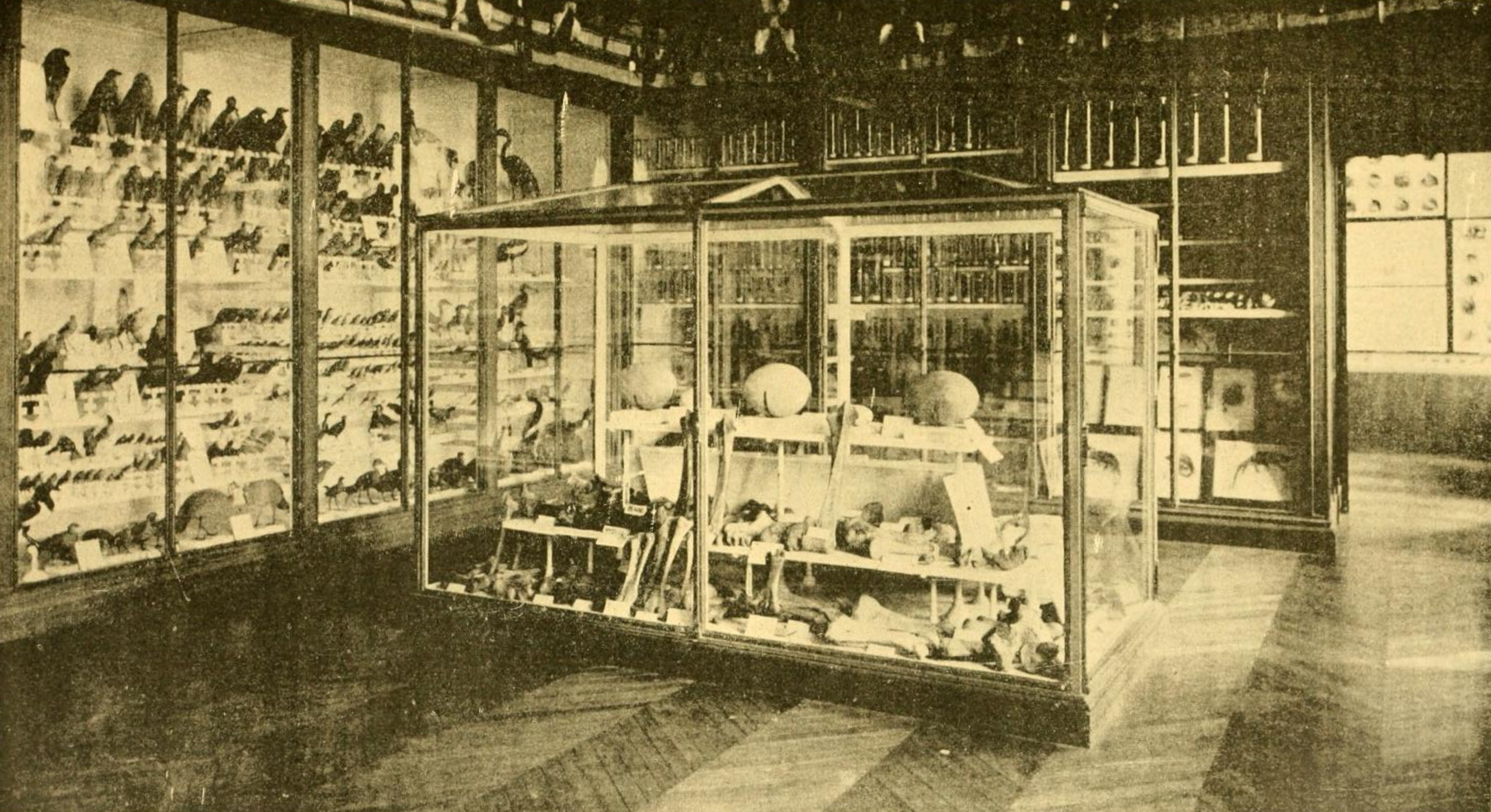
Erste photographische Darstellung von Eiern der Elefantenvögel in einer Ausstellung im Pariser Muséum national d’histoire naturelle 1895

Als besonders attraktiv erwiesen sich die Eier der Elefantenvögel, Sie wurden nicht nur von den verschiedensten Wissenschaftlern untersucht, sondern waren auch beliebte Sammler- und Ausstellungsstücke. Nachdem die ersten Stücke im Verlauf des 19. Jahrhunderts entdeckt worden waren und Europa erreichten, befanden sich Anfang des 20. Jahrhunderts bereits rund 30 Eier weltweit in Sammlungen. War die erste Erwähnung der Eier in Geoffroy Saint-Hilaires Erstbeschreibung von Aepyornis aus dem Jahr 1851 noch ohne Abbildung, stellte ein nur wenige Monate später veröffentlichter Aufsatz diese anderen Vogeleiern bildlich gegenüber und hob so ihre enorme Größe hervor. Ihre Publikumswirksamkeit zeigte auch unter anderem eine Sonderausstellung im Muséum national d’histoire naturelle in Paris über die Naturgeschichte Madagaskars im Jahr 1895. Organisiert vom damaligen Direktor Alphonse Milne-Edwards präsentierte sie die Reste von Elefantenvögeln einschließlich der Eier zentral in der großen Halle. Sie wurde von wenigstens 120.000 Menschen besucht. In einem begleitenden Bericht dazu, verfasst von Milne-Edwards, erschien im gleichen Jahr die erste verbürgte Photographie eines Eis der Elefantenvögel. Allerdings wurde die besondere Anziehungskraft nicht nur zur Befriedigung des öffentlichen Interesses eingesetzt, sie diente auch der Durchsetzung kolonialer Bestrebungen der damaligen Zeit, da zum gleichen Zeitpunkt Frankreich die militärische Herrschaft über Madagaskar erlangte.
Die wissenschaftliche Erforschung der Elefantenvögel und die Präsentation der Ergebnisse in den verschiedensten Publikationen wirkte sich auch auf das kulturelle Leben aus. Im gleichen Jahr der Ausstellung am Pariser Muséum national d’histoire naturelle veröffentlichte Herbert George Wells eine Kurzgeschichtensammlung, die unter anderem die Novelle „Die Äpyornis-Insel“ (Aepyornis Island) enthielt. Sie erzählt die Geschichte eines Seemanns, der die Eier eines riesigen urzeitlichen Vogels findet und von denen aus einem ein Küken schlüpft, das eine Zeitlang sein Begleiter wird.